# Droga wojewódzka nr 387

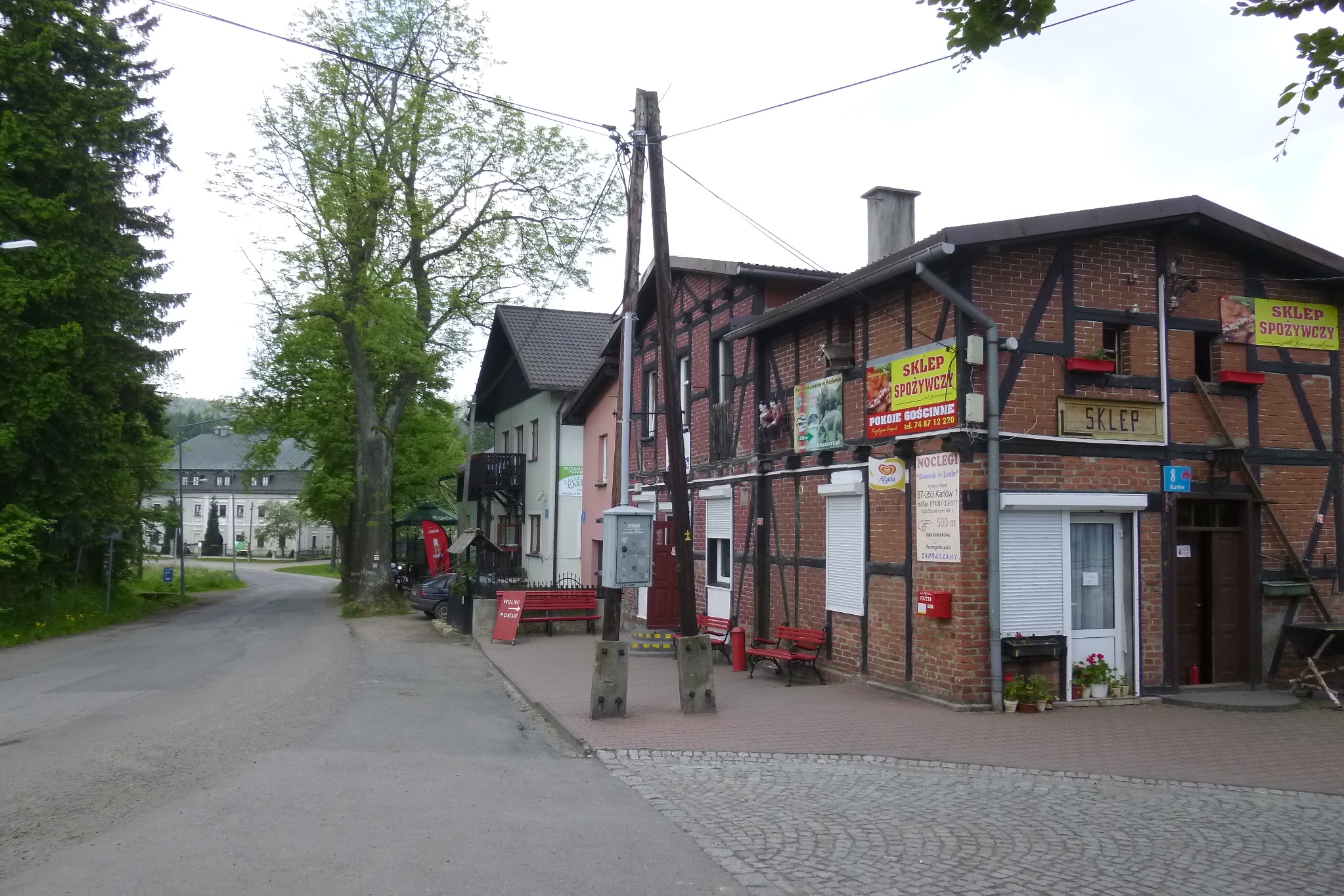
Widok drogi w Karłowie

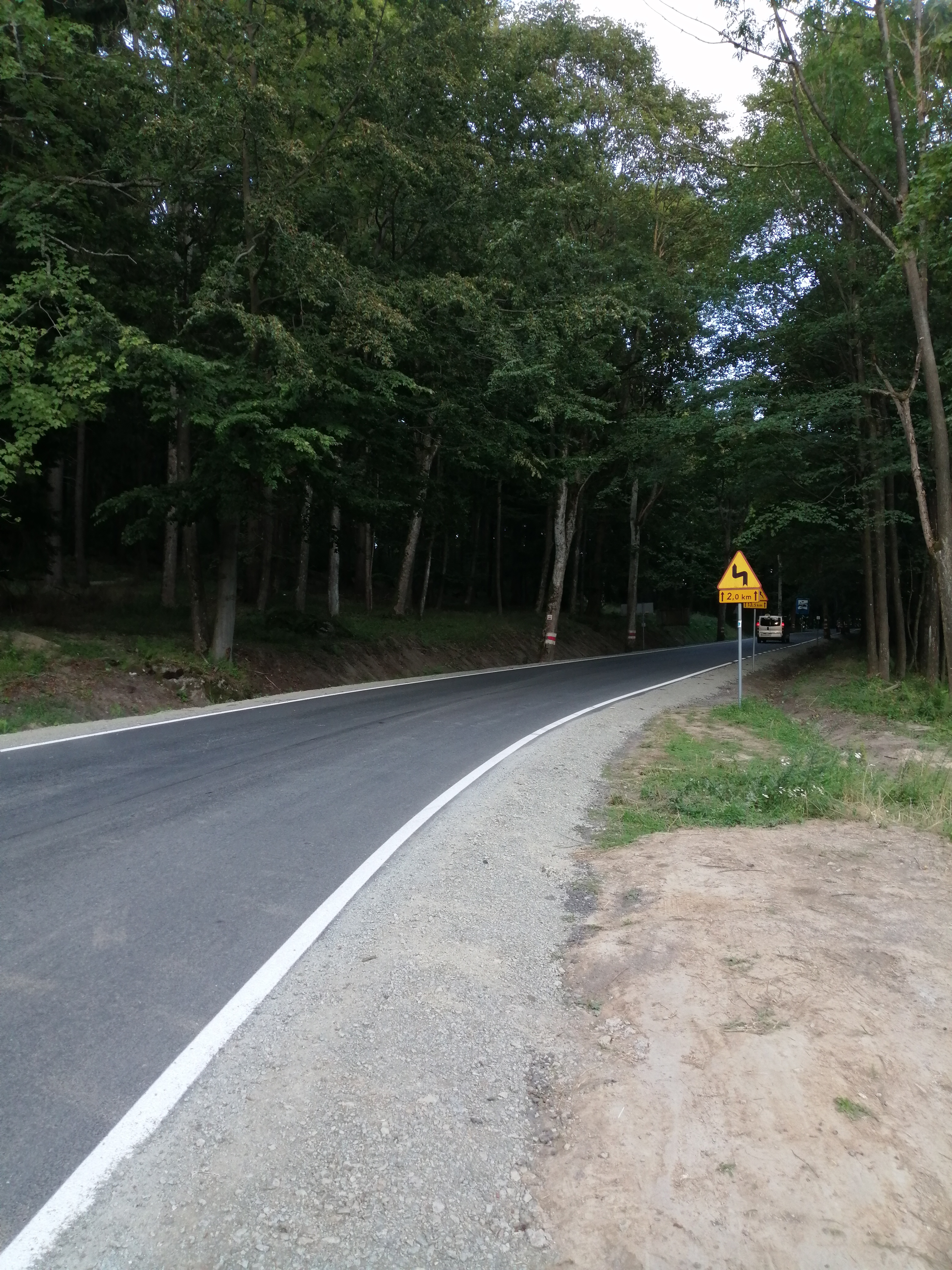
Droga wojewódzka nr 387 w Kotlinie Kłodzkiej

Droga wojewódzka nr 387 (DW387) – droga wojewódzka o długości 36 km łącząca DW385 w Ścinawce Górnej z DK8 w Kudowie-Zdroju. 

## Przebieg i opis
Droga o szczególnych walorach widokowych z wieloma zakrętami prowadząca przez szczytowe partie Gór Stołowych (biegnie obok Szczelińca Wielkiego). Po opuszczeniu Radkowa szosa wspina się wzdłuż filarów skalnych Radkowskich Skał i mijając kamieniołom zawraca na Stroczym Zakręcie do Karłowa. Tutaj znajduje się jej jedyny odsłonięty odcinek, niebiegnący świerkowymi i świerkowo-sosnowymi z domieszką buka lasami regla dolnego. Następnie prowadzi przez leżący u podnóża Szczelińca Wielkiego Karłów, po czym prowadzi w pobliżu Fortu Karola i na koniec niewielkim podjazdem osiąga Lisią Przełęcz. Dalej zjazd z licznymi zakrętami i serpentynami doprowadza ją do Kudowy.
Jej budowę rozpoczęto po wojnie prusko-austriackiej w roku 1867, a skończono w 1870 roku. Wtedy też utraciły znaczenie starsze drogi, takie jak Praski Trakt i Kręgielny Trakt.

## Droga Stu Zakrętów
Jej fragment łączący Radków przez Karłów i Lisią Przełęcz (tu najwyższy punkt, 789 m n.p.m.) z Kudową-Zdrojem zwany jest Drogą Stu Zakrętów lub Szosą Stu Zakrętów (niem. Heuscheuerstraße). Droga w niektórych miejscach jest wąska i przepaścista, zimą może być nieprzejezdna (jest odśnieżana lecz intensywne opady mogą uniemożliwić przejazd). Szosa pokonuje deniwelację ponad 400 metrów przy długości około 23 kilometrów.
23 lutego 2023 z powodu osuwiska droga w trybie awaryjnym została zamknięta. Po remoncie otwarto ją dopiero 20 lutego 2024.

## Miejscowości leżące przy trasie DW387
- Ścinawka Górna (Droga nr 385)
- Ścinawka Średnia (Droga nr 386)
- Ratno Dolne (Droga nr 388)
- Radków
- Karłów
- Kudowa-Zdrój (Droga nr 8 / Trasa E67)